# Школа страха
Школа страха (енгл. The Faculty) је амерички хорор филм из 1998. режисера Роберта Родригеза, са Елајџом Вудом, Џорданом Брустер, Џошом Хартнетом, Шоном Хатосијем, Клеом Дувал и Лауром Харис у главним улогама.
Филм је зарадио преко 40 милиона $, постао један од омиљених хорор филмова 1990-их и временом стекао статус култног филма. У себи садржи елементе Инвазије трећих бића, Створа, али има сличности и са другим хорор класицима 1990-их, као што су Врисак и Знам шта сте радили прошлог лета.

## Радња
Шесторо студената Херингтон факултета открива да су тела њихових професора запосели ванземаљци, који се великом брзином шире на остале студенте као и њихове суграђане. Убрзо, Кејси, Дилајла, Зик, Стоукс, Мерибет и Стен остају једини људи у читавом Охају и морају што пре да пронађу и униште краљицу, како се ванземаљци не би проширили изван Охаја. Откривају да дрога коју Зик продаје у себи садржи супстанцу која може да их уништи, али када се и Дилајла претвори у једног од њих, уништи им готово све залихе, те тако група остаје са минималним шансама за преживљавање.
Филм је један од ретких из ове групе хорора који има потпуно срећан крај, што је највероватније и разлог што није добио ниједан наставак. Многи критичари сматрају да су добри и разноврсни ликови главни разлог за велики успех филма.

## Улоге
| Глумац              | Улога                           |
| ------------------- | ------------------------------- |
| Елајџа Вуд          | Кејси Конор                     |
| Клеа Дувал          | Стоукли „Стоукс” Мичел          |
| Џош Хартнет         | Зик Тајлер                      |
| Џордана Брустер     | Дилајла Профит                  |
| Лаура Харис         | Мерибет Луиза Хачинсон          |
| Шон Хатоси          | Стен Росадо                     |
| Роберт Патрик       | тренер Вилис                    |
| Фамке Јансен        | гђица Бурк                      |
| Бебе Нојвирт        | директорка Валери Дрејк         |
| Пајпер Лори         | гђа Олсон                       |
| Данијел вон Барген  | гдин Тејт                       |
| Ашер Рејмонд        | Гејб Сантора                    |
| Џон Стјуарт         | гдин Ферлонг                    |
| Салма Хајек         | мед. сестра Роуз Харпер         |
| Сузан Вилис         | гђа Брамел                      |
| Кристофер Макдоналд | Френк Конор                     |
| Либи Вилари         | гђа Конор                       |
| Дени Мастерсон      | „поремећени”                    |
| Вили Вигинс         | „поремећени”                    |
| Џон Абрахам         | дечко и девојка који се свађају |
| Самер Феникс        | дечко и девојка који се свађају |
| Пит Џенсен          | Еди Меклвеј                     |
| Хари Ноулес         | гдин Ноулес                     |
| Луиз Блек           | гдин Луиз                       |
| Дуан Мартин         | полицајац                       |
| Катарина Вилис      | полицајка                       |